# جانی کریست
جاناتان لوییز سیوارد (به انگلیسی: Jonathan Lewis Seward) (زادهٔ ۱۸ نوامبر ۱۹۸۴ ملقب به "جانی کریست" گیتاریست گروه اونجد سون فولد است.جانی در حالی در سال ۲۰۰۲ وارد گروه اونجد سون فولد شد که تنها چهار سال از آموختن گیتار بیس را گذرانده بود و از آن جایی که گروه اونجد سون فولد چند تن از اعضای قبلی خودش را از دست داد احتیاج زیادی به وی داشت و همین باعث شد تا شروع کار هنری اش به‌طور حرفه‌ای آغاز شود